# Vitomira Lončar
Vitomira Lončar (Zagreb, 7. travnja 1959.) je hrvatska glumica, producentica, doktorica znanosti i znanstvenica, ekspertica za strateško planiranje, vlogerica, blogerica, suosnivačica i direktorica kazališta Mala scena, izvršna producentica festivala Mliječni zub, suosnivačica kazališnog Epicentra, edukacijske platforme VestaLLLs te Senior fellow research. 
U 50 godina rada odigrala je šezdesetak uloga u kazalištu, na filmu i TV, od kojih su joj najdraže uloge Annie u predstavi Prava stvar Toma Stopparda te Leticija u predstavi Leticija i Ljublist, obje u režiji Ivice Šimića. Od 1998. do danas producirala je osamdesetak predstava i projekata u Hrvatskoj i inozemstvu. 
Od 2016. godine živi i radi u gradu Xi'anu, Kina, na sveučilištu Eurasia. Udana je za Ivicu Šimića i majka je Buge Marije Šimić.

## Formalno obrazovanje
- Studirala je glumu na zagrebačkoj Akademiji za kazalište, film i TV od 1977. gdje je 1981. diplomirala u klasi profesora Joška Juvančića.
- Doktorirala je na Filozofskom fakultetu u Zagrebu s tezom Hrvatska kazališna tranzicija - kulturni, zakonodavni i organizacijski aspekti (2011) pod mentorstvom dr. Sanjina Dragojevića
- Maturirala je na zagrebačkoj IV. gimnaziji 1977. godine
- Završila je Krajišku osnovnu školu u Zagrebu 1973. godine
- Pohađala je osnovnu i srednju glazbenu školu: violina, solo pjevanje i kontrabas.

## Profesionalni rad

### Glumica
Ostvarila je šezdesetak uloga u kazalištu, na filmu, TV i radiju. Igrala u mnogobrojnim hrvatskim kazalištima: kazalište Mala scena, Teatar u gostima, Zagrebačko kazalište mladih, kazalište Gavella, Malo kazalište Trešnjevka (Trešnja), satiričko kazalište Jazavac (Kerempuh), kazalište Komedija, Istarsko narodno kazalište u Puli, HNK u Zagrebu, kazalište lutaka Split.

### Producentica
Producirala je više od osamdeset predstava i projekata u Hrvatskoj i inozemstvu, uključujući festival Mliječni zub (od 1997-2006) i Playwrights Forum u Opatiji i Mostaru, BiH. Producirala je međunarodne projekte: Borges Project (multikulturni projekt, Filipini, 2004-2006 za ITI, International Theatre Institute), IFdentity (interkulturni projekt, Madrid, Španjolska, 2006-2008 također za ITI), Superheroj, interkulturni projekt sedam zemalja i regija Europe i Azije (2009-2013), premijera je održana u Nacionalnom kazalištu, Seul, Koreja, 2012). 
Od 2000. do 2002. radila je kao Senior Research Fellow na projektu SANE, projekt u sklopu Information and Communications Management Group of the Royal Holloway School of Management u Londonu, UK.
Tijekom 2009. godine radila je na SWAN Innovation Project Videoconferencing Usability for the Virtual Classroom kao Senior Research Advisor., London, UK
Suosnivačica je i direktorica kazališta Mala scena, prvog privatnog kazališta u Hrvatskoj, suosnivačica je i izvršna producentica Kazališnog Epicentra, kazališnog centra za djecu i mlade jugoistočne Europe, suosnivačica je Mreže neovisnih kazališta u RH i Burze Mreže neovisnih kazališta u RH, suosnivačica je edukacijske platforme VestaLLLs.
Napisala je šest knjiga, režirala dvije predstave, napisala jedan tekst, a dva puta bila je TED govornica (2012. i 2016. godine).
Sudjelovala je na mnogobrojnim domaćim i međunarodnim konferencijama.

## Rad na fakultetu
- od 2016 – Sveučilište Eurasia, Škola za kulturu i medije, Xi’an, Kina
- 2013 – 2014 Muzička akademija u Zagrebu
- 2014 – 2015 TV Akademija u Splitu
- 2014 – 2016 Tekstilno-tehnološki fakultet u Zagrebu
- 2005 – 2013 Odsjek produkcije, ADU, Zagreb, od 2008. u zvanju docentice

Gošća predavačica na sveučilištima u Njemačkoj i Litvi. 

## Nagrade i priznanja
- Silk Road Friendship Award, za projekt 9 zemalja i regija, Silk Road Festival (2023)
- Sveučilište Eurasia: Nagrada za najutjecajniju osobu (2022)
- Sveučilište Eurasia: Nagrada za projekt Time for Change, najbolja kolumna/serija (2022)
- Silk Road Award za predstavu na kineskom jeziku Priča o kotaču (2021)
- Nagrada Maslačak znanja za cjeloživotno učenje, (2013)
- Međunarodna nagrada Grozdanin kikot za doprinos razvoju kazališta za djecu (2012)
- Nagrada Teatra.hr za osobu godine u hrvatskom kazalištu (2012.)
- Nagrada hrvatskog glumišta za 2005. za sporednu žensku ulogu za ulogu Ines Finidori u predstavi ŽIVOT×3
- Nagrada Zlatni smijeh na Danima satire 2005. za ulogu Ines Finidori u predstavi ŽIVOT×3
- Nagrada Zlata Paličica za ulogu Lisca u predstavi Roda i Lisac na međunarodnom festivalu u Ljubljani (2000.)
- Nagrade hrvatskog glumišta za ulogu Lisice u predstavi Lisica Varalica (1999.)
- Nagrada hrvatskog glumišta, nominacija za uloge u predstavi Šumska djeca (1998.)
- Prvomajska nagrada Udruženja dramskih umjetnika Hrvatske za ulogu Žutog u predstavi Osvajanje kazališta (1986.)
- Debitantska nagrada za ulogu Štefice Cvek u istoimenom filmu na filmskom Festivalu u Nišu (1984.)
- Za izuzetne zasluge u kulturi prvi predsjednik Republike Hrvatske dr. Franjo Tuđman odlikovao je Vitomiru Lončar Redom Danice s likom Marka Marulića 1995. godine. Iste godine dobila je Spomenicu domovinskog rata.

## Filmografija

### Televizijske uloge
- Ljubica, režija Tomislav Radić (1979.)
- Pod starim krovovima, režija Danijel Marušić (1983.)
- Tišina, snima se, režija Danijel Marušić (1984.)
- Eksperiment profesora Hinka Hinčića, režija Vanča Kljaković (1988.)
- Ptice nebeske (1989.), režija Danijel Marušić

### Filmske uloge
- "Novogodišnja pljačka" kao Vinkova tajnica, režija Dražen Žarković (1997.)
- "Krvopijci" kao bibliotekarka, režija Dejan Šorak (1989.)
- "Slike iz života jednog šalabahtera" (1987.)
- "Za sreću je potrebno troje" kao telefonistica, režija Rajko Grlić (1985.)
- "U raljama života" kao Štefica Cvek, režija Rajko Grlić (1984.)
- "Hoću živjeti" kao konobarica, režija Miroslav Mikuljan (1982.)

## Voditeljica
- "Malavizija", HRT, kao TV voditeljica (Bucka) (1991. – 1996.)
- "Limačijada", Z3 televizija, kao TV voditeljica (Bucka) (1989. – 1990.)